# Vantaan Energia -areena
Vantaan Energia -areena est un complexe sportif situé dans le quartier de Myyrmäki à Vantaa en Finlande,,.

## Bâtiment
Vantaan Energia -areena est une salle polyvalente d'une superficie de 2 500 mètres carrés conçue par Jukka Siren et dont la construction s'est achevée en 2006 et a une capacité de 3 500 spectateurs,,.
L'Energy Arena est équipée pour accueillir des entraînements et des matchs de floorball, de badminton, de volley-ball, de basket-ball, de handball et de futsal, en plus de compétitions de gymnastique et de claque.
La salle est parrainée par la société Vantaan Energia (fi).
En plus des événements sportifs, la salle accueille des foires commerciales et des concerts.
Depuis 2007, les équipes féminine et masculine finlandaises de basket-ball ont piur base l'arène .
En 2009, le Conseil national des sports a sélectionné la salle comme lieu sportif de l'année.
Pussihukat (fi), le club masculin de basket-ball a disputé son match à domicile dans la salle.
Au début des années 2010, il a été esquissé un projet de constructions de services d'hôtellerie et du bien-être à proximité de la salle.